# Salame di asino ragusano
Il salame di asino ragusano è un insaccato tipico siciliano.
La produzione di questo salame è antica e legata alla tradizione contadina ragusana, dove gli asini venivano utilizzati come animali da soma.
L'impasto viene ottenuto selezionando con cura le parti più magre dell'animale, alle quali si aggiungono carni suine in minima percentuale. Il salame è legato a mano e lentamente stagionato.
Al taglio si presenta compatto, tenero, di colore particolarmente scuro, caratteristica intrinseca delle carni equine; gusto unico e particolarmente delicato, differente da qualsiasi altro comune salame.